# Ужинское (озеро)
Ужинское — озеро в Полновской волости на границе с Самолвовской волостью Гдовского района Псковской области, в 2 км к северо-западу от волостного центра села Ямм. В 1 км к востоку от озера находится деревня Ямок. На южном и восточном берегах — детские лагеря (база) отдыха.
Площадь — 1,2 км² (120,0 га). Максимальная глубина — 11,5 м, средняя глубина — 4,0 м.
Сильнопроточное. Через озеро с востока впадает и с запада (через другие проточные озёра Гористое и Долгое) вытекает река Желча (впадающая в Чудское озеро).
Тип озера лещово-плотвичный с уклеей и судаком. Массовые виды рыб: щука, плотва, окунь, лещ, судак, уклея, густера, красноперка, ерш, линь, карась, язь, налим, вьюн, щиповка, жерех, пескарь, елец, голавль, бычок-подкаменщик, угорь, рыбец, отмечались заходы снетка, ряпушки, сига; раки (очень низкопродуктивное).
Для озера характерны: крутые, отлогие берега, прибрежные леса; дно в профундали — ил, заиленный песок, песок, в литорали — песок, заиленный песок, камни, коряги. Есть береговые и донные ключи.